# Гіга-Техас
30°13′19″ пн. ш. 97°37′02″ зх. д. / 30.22189° пн. ш. 97.61718° зх. д.
Гіга-Техас, Гігафабрика Техас (англ. Gigafactory Texas, також Гігафабрика 5) — завод з виробництва автомобілів неподалік від Остіна, штат Техас, що Tesla, Inc. будує з липня 2020. Компанія планує запустити його до кінця 2021.
Планується, що завод стане основним заводом для моделей Tesla Cybertruck і Tesla Semi. Він також буде виробляти автомобілі Tesla Model 3 і Tesla Model Y для східної частини США.

## Процес вибору місця розташування заводу
Протягом 2019—2020 років Tesla розглядала можливість розміщення фабрики у восьми штатах в центральній частині США.
Громадські групи і урядовці в декількох регіонах США висловили зацікавленість в розміщенні Гігафабрики Tesla. Деякі висловлюють зацікавленість у сприянні закупівлі землі, подоланні нормативних перешкод і розгляді потенційних податкових пільг. Деякі використовували маркетинг в соціальних мережах, щоб безпосередньо зв'язатися з Ілоном Маском.
На травень 2020 року компанія Tesla почала процес «відбору». У шорт-лист увійшли Остін, Нашвілл (Теннессі) і Талса (Оклахома). До середини травня Tesla оглянула два місця в околицях Талса. Кампанію з будівництва заводу в Талсі просував мер Талса Г. Т. Байнум. У травні 2020 року Байнум обговорив придатність «Зеленої країни» (Північно-Східна Оклахома) і поширив фотомонтаж Cybertruck у лівреї поліцейського управління Талса з пропозицією про місцеві закупівлі, якщо Гігафабрика буде розташована неподалік від Талса. 20 травня 2020 року обгорткова реклама була застосована до статуї Золотий бурильник, розташованої в Tulsa Expo Center, для створення карикатури на Ілона Маска, при цьому слово «Tulsa» на пряжці ременя статуї було замінено на ім'я «Tesla».У липні 2020 року Tesla вибрала Остін як місце для будівництва.
У липні 2020 року Tesla вибрала Остін як будівельний майданчик.

## Остін
В 2014 році Tesla оцінила виробничу площадку площею 6 км² на американському шосе 79 у Фрейм Свіч (30°32′ пн. ш. 97°30′ зх. д. / 30.54° пн. ш. 97.5° зх. д.), розташовану між містами Гатто та Тейлором, на північний схід від Великого Остіну як центр свого наступного заводу. Згодом Tesla вирішила побудувати Гіга-Невада (колишня Гігафабрика 1) у Неваді в 2014 році.
До червня 2020 розглядалося питання про вибір іншого місця для будівництва фабрики неподалік від Остіна. Це ділянка площею 8,5 км² (30°14′ пн. ш. 97°36′ зх. д. / 30.23° пн. ш. 97.6° зх. д.) що межує з Гарольд-Грін-роуд і Texas State Highway 130. 16 червня 2020 року комісарський суд округу Тревіс обговорив можливий пакет стимулів для Tesla. У липні 2020 року Незалежний освітній округ Дель-Валле затвердив пакет податкових пільг на суму 68 мільйонів доларів на випадок будівництва Гігафабрики.
22 липня 2020 року під час звіту про прибутки і збитки за 2 квартал 2020 року Tesla оголосила, що Остін, Техас, був обраний для побудови Гігафабрики 5.
До кінця липня будівництво почалося. Tesla Gigafactory здобула податкові пільги штату на суму близько 50 мільйонів доларів в рамках програми глави 313 податкового кодексу Техасу.

## Устаткування

### Лиття під тиском
В ніч з 18 на 19 січня 2021 року на північно-західному куті заводу Гіга Техас був закладений бетонний фундамент для трьох машин для лиття під високим тиском Giga Press.
21 січня 2021 року перші компоненти Giga Press почали прибувати на майданчик в ящиках і транспортних контейнерах. 22 січня 2021 року базова рама першого преса Giga Press була розпакована та змонтована на місце.